# Trojan (jogo eletrônico)
Trojan (闘いの挽歌, Tatakai no Banka) é um videogame do gênero plataforma lançado para arcade no ano de 1986 pela fabricante japonesa de jogos eletrônicos Capcom.

## Enredo
No final do século 20, uma guerra nuclear trouxe de volta à vida os espíritos de antigos Senhores da Guerra, destruindo a civilização. Os corpos dos sobreviventes mais fortes são, então, possuídos por estes espíritos, que espalham violência e opressão para tribos pacíficas surgidas do pós-guerra. Em meio a essa era de sofrimento, surge um guerreiro disposto a lutar contra o mal: seu nome é Trojan. Ele vai precisar se infiltrar nos domínios do exército demoníaco, enfrentando guerreiros, mutantes e criaturas místicas, até ficar cara a cara com seu líder, Aquilles.

## Jogabilidade
No papel do guerreiro Trojan, o jogador deve avançar pelas fases, enfrentando inimigos e armadilhas, até chegar a um chefe de fase. O jogo tem seis fases e, após o confronto com Aquilles no final da sexta, recomeça, porém mais difícil. É necessário finalizar o jogo duas vezes para ver o final verdadeiro. O jogador tem uma barra de energia e há limite de tempo por fase. Diferente de outros jogos de plataforma, os dois botões de ação servem para ataque (espada) e defesa (escudo), sendo que o pulo é executado com movimento do joystick para cima ou para as diagonais superiores. Vidas extras podem ser obtidas através de pontuação, conforme a configuração do jogo.

## Outras versões
Trojan teve versões para DOS e NES, lançadas no mesmo ano. A versão para NES expande a jogabilidade adicionando passagens secretas e power-ups durante as fases, bem como um modo 1-contra-1 para dois jogadores simultâneos. Uma versão para ZX Spectrum chegou a ser desenvolvida em 1987, mas nunca foi lançada. A ROM vazada do jogo pode ser encontrada online.
A versão arcade está incluída em Capcom Classics Collection Vol. 1 para PlayStation 2 e Xbox.